# Coppenamebrug
De Coppenamebrug is een brug over de rivier Coppename in Suriname, die deel uitmaakt van de Oost-Westverbinding. De brug verbindt de plaatsen Jenny in het district Coronie en Boskamp in het district Saramacca en werd in 1999 geopend, een jaar voor de ingebruikname van de Jules Wijdenboschbrug over de Surinamerivier in Paramaribo. Beide bruggen waren projecten van president Jules Wijdenbosch. Door de vaste oeververbindingen werd het landverkeer vergemakkelijkt, waardoor vooral de handel in het district Commewijne toenam.
Verder stroomopwaarts ligt sinds 1975 bij Witagron een baileybrug over de Coppename.